# Păulești (okręg Satu Mare)
Păulești (węg. Szatmárpálfalva) – wieś w Rumunii, w okręgu Satu Mare, w gminie Păulești. W 2011 roku liczyła 1231 mieszkańców. 